# アトム電器
アトム電器（アトムでんき）とは大阪府羽曳野市に本部を置く、地域電器店（いわゆる「町の電器屋さん」）のフランチャイズチェーンである。メーカー系列店や家電量販店とは一線を画した運営システムで業績を伸ばしている。
2008年には、“「町の電器屋」復活の仕掛け人”と題して、テレビ東京の『日経スペシャル ガイアの夜明け』で紹介された。

## 沿革
- 1971年 - 個人商店「井坂電器」（三洋系列店）として創業。
- 1976年 - 「株式会社井坂電器」として法人登録。
- 1989年 - 「株式会社アトムチェーン本部」に社名変更。関連会社 株式会社アトム（直営店・アトム電器伊賀店を運営）を設立。
- 1994年 - 11店のチェーンとしてスタート。当初は関西限定FCとして展開。
- 2003年 - 加盟店が100店を超える。
- 2005年 - 沖縄からの加盟を受け入れ、全国展開スタート。
- 2006年 - 300店を突破し、5月に「アトム電器チェーン300店舗突破記念セール」を実施。
- 2008年 - 5月に「アトム電器チェーン500店舗突破大感謝セール」を実施。
- 2011年 - 5月に「アトム電器チェーン900店舗突破セール」

## 経営理念
アトム（ATOM（英語））の日本語訳は「原子＝すべての物質の根源」を指し、アトムという社名そのものに「商売の原理・原則（=儲け、お客様の視点に立つ）」を貫き、「自然界の摂理」に従った無理のない経営（自然体の経営）を行うという、創業者である井坂泰博の強い信念が込められている。
また、高齢で出歩けないお年寄りなど、街の電器屋さんが持つ「小回りの利いた親切・丁寧なサービス」を必要とする人（いわゆる買い物弱者）は必ずいる、との想いから、価格設定、品揃えで家電量販店に対抗しつつ、設置工事や修理・取扱説明などのアフターケアも積極的にこなす電器店を追求している。このためアトムチェーンは、組合的な要素が極めて強い。

## 他の家電販売店との比較

### 家電量販店との比較
大手家電量販店がテレビ、パソコン、OA機器などの娯楽家電を中心とした、大量仕入・大量陳列・大量販売による薄利多売戦略を取るのに対し、アトム電器は家電量販店にヒケをとらない価格設定を打ち出しつつ、街の電器屋さんだからできる、設置工事や修理・取扱説明など「小回り・アフターフォロー」を最大限に活かし、いわゆる「地域のかかりつけ電器店」という立場に特化している。
このため、パソコンやカメラなど、いわゆる「売り切り」商品よりも、取付工事が必要なエアコンやアンテナ、近年は太陽光発電やエコキュートなど、住設機器の取扱いも増やしている。

### 他の家電小売店との比較
同じフランチャイズ方式を取るエディオンショップ(エディオングループ)系列店）やボランタリー方式を取るコスモスベリーズ（ヤマダ電機の子会社）とは、加盟の条件面・待遇面で違いがある（※詳しくは「運営システム」の項参照）。
これらは量販店との共存を図っているため、商品確保がし易い反面、場面によって窓口が分断され易い側面がある（商品購入＝量販店、商品説明・設置・修理などの周縁サービス＝小売店・メーカーサービスなど）。これに対し、アトム電器では顧客の商品購入から設置、アフターフォローは一貫して1つの地域店で関わり、価格・顧客サービス面において“量販店と真っ向から勝負する”戦略を打ち出している。
また、メーカー系列（パナソニックショップ・東芝ストアー・日立チェーンストール・三菱電機ストアー・シャープフレンドショップ・ソニーショップなど）に属さない独立FCのため全メーカー取り扱いが可能な点や、量販店に対抗した地域密着の販促支援を積極的に行う点において、特長が見られる。
さらに2011年4月1日以降は旧三洋電機系列店「スマイるNo.1ショップ」から当チェーンへ衣替えする店舗も登場している（旧三洋系列店の大半は2012年度より「パナソニックショップ」へ衣替えしたが、売り上げ不振などのためパナソニックショップへの変更が認められなかった店舗や、変更基準を満たしていても他社製品を扱う意向のあった店舗など、一部は「アトム電器」などのフランチャイズチェーン店へ衣替え）。

## 運営システム
アトム電器では、本部が加盟各店に対し『仕入・販促・情報』の3つのノウハウからなる「フランチャイズパッケージ」を提供する対価として、毎月フランチャイズ料を徴収するという形をとり、この提供料以外には加盟店に一切の負担を求めない（POSシステム・統一什器使用の強制ナシ、加盟保証金は退会時に全額返還、経営方針ノータッチ、他業種や店舗レスの事業主でも加盟可能etc）という点において特徴的である。
『仕入』に関しては本部が一括して商品仕入をするため、その分仕入値が抑えられることが期待できる。それ以外に、「単品仕入」「（開梱しない限り）原則返品自由」という制度を取り入れているため、加盟店にとっては少ない在庫、資本で店舗運営が出来る、という利点がある。
『販促』面の特徴は「地域店らしさ」を前面に出しつつも、「量販店と遜色ない売価設定」を行っている点にある。一般に云われる「地域店は値段が高い」という固定観念を、本部で徹底した市場調査を行い、その世間相場を統一カタログ・チラシに反映させることで解消を図り、地域店本来の「小回りの良さ」を発揮し易いようにしている。このチラシ・カタログを本部で一括して作成するため、販促物のコストダウンが可能となる。他にもチェーン統一の販売キャンペーンやクレジット、長期保証なども完備している。
『情報』についてアトムチェーン本部ではSV（スーパーバイザー）による経営指導は一切行わず、毎月初に全国8会場で行う加盟店会議で情報提供を行っている。これはフランチャイズにありがちな「規則」で縛らないことで加盟各店の「自主独立」を守り、自発的な経営努力を引き出すことと、毎月顔を合わせることにより加盟店同士の横のつながりを生むことを意図している。

## 宣伝
毎年7月を軸に「毎週土日はエアコン祭り開催中！」としてNRN系・JRN系全国ネットのラジオ番組に独特の関西弁を捲し立てたCMを展開している。

## テレビ番組
- 日経スペシャル ガイアの夜明け 巨象に立ち向かえ ～町の電器店と商店街の闘い（2008年7月22日、テレビ東京）[7] - 「町の電器屋」復活の仕掛け人を取材。